# Giusto Traina
Pour les articles homonymes, voir Traina.
Giusto Traina, né le 19 septembre 1959 à Palerme, est un historien italien, professeur d'histoire romaine à Sorbonne Université et à l'Università del Salento, membre senior honoraire de l'Institut universitaire de France.

## Biographie
Diplômé en lettres classiques, docteur ès lettres, il a enseigné l'histoire romaine dans les universités de Pérouse et Lecce. Il a été professeur associé d'histoire romaine à l'université Paris-VIII, professeur d'histoire grecque à l'université de Rouen et professeur invité de langue arménienne à l'université catholique de Louvain.
Giusto Traina est l'auteur de plusieurs livres et articles,,. Après avoir longtemps étudié les paysages et les techniques dans l'Antiquité, il travaille à présent sur l'Arménie ancienne. Il est également membre de la mission franco-arménienne à Erebouni. Il dirige la section sur Rome ancienne de la Storia dell'Europa e del Mediterraneo.
Il a été membre du Comité organisateur de l'Association internationale des études arméniennes (AIEA) ; il est membre du comité de rédaction du journal Le Muséon. Il est également vice-directeur de Iran and the Caucasus.
Il a rapporté le prix « Cherasco Storia », édition 2011, pour son livre La resa di Roma. Battaglia a Carre, 9 giugno 53 a.C. (Laterza 2010).
Il a dirigé les thèses de certains chercheurs spécialistes de l'histoire romaine,. En 2022, il intervient sur un épisode documentaire d'Arte au sujet des invasions barbares.

## Principales publications
- (it) Le Valli Grandi Veronesi in età romana. Contributo archeologico alla lettura del territorio, Giardini, Pise, 1983.
- (it) Ambiente e paesaggi di Roma antica, La Nuova Italia Scientifica, Roma, 1990.
- (it) Il complesso di Trimalcione. Movsēs Xorenac‘i e le origini del pensiero storico armeno (Eurasiatica, 27, Università di Ca' Foscari, dipartimento di studi eurasiatici), Casa editrice armena, Venezia, 1991.
- (it) La tecnica in Grecia e a Roma, Éditions Laterza, Roma-Bari, 1994 et 2000
- (it) Marco Antonio, Laterza, Roae-Bari, 2003 et 2002.
- (it) 428 dopo Cristo. Storia di un anno, Rome-Bari, Laterza, 2007. Éditions étrangères : 428 AD. An ordinary year at the end of the Roman empire, Princeton University Press, Princeton, 2009 (éd. de poche 2011); (fr)428. Une année ordinaire à la fin de l’année de l’empire romain, Les Belles Lettres, Paris, 2009 (nouvelle édition actualisée : Fayard, Paris 2020); * (es) 428 después de Cristo. Historia de un año, Akal, Madrid, 2011; (el)428 μ.Χ.: Ιστορία μιας χρονιάς, Eikostou Protou, Athina, 2011
- (it) La resa di Roma. Battaglia a Carre, 9 giugno 53 a.C., Laterza, Roma-Bari, 2010. *(fr)Édition française : Carrhes, 9 juin 53 av. J.-C. Anatomie d’une bataille, Les Belles Lettres, Paris, 2011.
- (fr) (Dir.) Mondes en guerre. Tome I. De la préhistoire au Moyen Age, Passés Composés, Paris, 2019.
- (it) La storia speciale. Perché non possiamo fare a meno degli antichi romani, Laterza, Bari-Roma, 2020. (fr)Histoire incorrecte de Rome, Les Belles Lettres, Paris, 2021 (édition de poche: Perrin, Paris, 2023)
- (it) [avec Aldo Ferrari] Storia degli armeni, Il Mulino, Bologna, 2020.
- (fr) (Dir., avec Ricardo González Villaescusa e Jean-Pierre Vallat) Les mondes romains. Questions d'archéologie et d'histoire, Ellipses, Paris, 2020.
- (fr) (Dir. avec Pierre Cosme, Jean-Christophe Couvenhes, Sylvain Janniard, Michèle Virol) Le récit de guerre comme source d’histoire, de l’Antiquité à nos jours, Presses universitaires de Franche-Comté, Besançon, 2022.
- (fr) La guerre mondiale des Romains. De l’assassinat de Jules César à la mort d’Antoine et Cléopâtre, Paris, Fayard, 2023.
- (it) I Greci e i Romani ci salveranno dalla barbarie, Laterza, Bari-Roma, 2023.
- (it) Imperium. Il potere dall'antica Roma ai moderni modelli politici, Solferino, Milano, 2023.
- (fr) Le livre noir des Classiques : Histoire incorrecte de la réception de l'antiquité, préface de Johann Chapoutot, traduit de l’italien par Éric Vial, avec la contribution d’Anne Vial-Logeay, postface de Giusto Traina et Éric Vial, Paris, Les Belles Lettres, 208 p., 2023  (ISBN 978-2251454764)
- (it) (Dir.) Le fonti della storia antica, Il Mulino, Bologne, 2023.
- (it) (avec Federico Santangelo) Il mondo dei Romani, Einaudi, Turin, 2024.